# 1879 dans le catholicisme
Chronologie du catholicisme
- 1875
- 1876
- 1877
- 1878
- 1879
- 1880
- 1881
- 1882
- 1883

Cet article présente les faits marquants de l'année 1879 dans le catholicisme.

## Évènements
- 12 mai : Création de 10 cardinaux par Léon XIII
- 25 mai : consécration de la cathédrale Saint-Patrick de New York
- 4 août : Encyclique Æterni Patris de Léon XIII sur Thomas d'Aquin et la théologie scolastique
- 20 août : l'église du Sanctuaire de Notre-Dame de La Salette est officiellement consacrée et promue au rang de basilique mineure.
- 21 août : Apparition mariale de Knock en Irlande.
- 19 septembre : Création de 4 cardinaux par Léon XIII
- 20 décembre : Achille Ratti, futur pape Pie XI est ordonné prêtre dans la basilique Saint-Jean-de-Latran

## Naissances
- 4 janvier : Léon Cristiani, prêtre, historien, théologien et universitaire français († 8 janvier 1971)
- 8 janvier : 
  - Georges Chevrot, prêtre, prédicateur et résistant français († 4 février 1958)
  - Nicéphore Lessard, prêtre canadien, fondateur d'une municipalité († 13 décembre 1951)
- 22 janvier : Joseph Wittig, prêtre, théologien et écrivain allemand († 22 août 1949)
- 14 février : Saint Gaétan Catanoso, prêtre italien, fondateur des Sœurs Véronique de la Sainte Face († 4 avril 1963)
- 20 mars : Basile Tanghe, prélat capucin et missionnaire belge, vicaire apostolique d'Ubanghi belge et évêque titulaire de Tigava (de) († 6 décembre 1947)
- 31 mars : Félix Maurice Hedde, prélat et missionnaire français, vicaire apostolique de Lang Son et Cao Bang et évêque titulaire d'Echinus (de) († 4 mai 1960)
- 6 mai : Celestino Peralta, prêtre, linguiste et écrivain espagnol de langue basque († 1929)
- 20 mai : Léon Gromier, prêtre et liturgiste français († 19 avril 1965)
- 29 juin : Benedetto Aloisi Masella, cardinal italien de la Curie, précédemment diplomate du Saint-Siège et archevêque titulaire de Césarée-en-Maurétanie (de) († 30 décembre 1970)
- 16 juillet : Jean-Marcel Rodié, prélat français, évêque d'Agen († 10 avril 1968)
- 18 août : Manuel Arce y Ochotorena, cardinal espagnol, archevêque de Tolède († 16 septembre 1948)
- 26 août : Édouard de Moreau, prêtre jésuite et historien belge († 2 mars 1952)
- 1er octobre : Léon Gry, prêtre, théologien et bibliste français († 18 septembre 1952)
- 7 octobre : 
  - Joseph Bovet, prêtre, compositeur et chef de chœur suisse († 10 février 1951)
  - William Mark Duke, prélat canadien, archevêque de Vancouver († 31 août 1971)
- 12 octobre : Michael Curley, prélat américain, archevêque de Baltimore († 16 mai 1947)
- 3 novembre : Gabriel Tappouni, futur patriarche de l'Église catholique syriaque sous le nom d'Ignace Gabriel Ier Tappouni († 29 janvier 1968)
- 4 novembre : Bienheureux Léonide Féodoroff, prêtre gréco-catholique russe, martyr du communisme († 7 mars 1935)
- 5 novembre : Francesco Bracci, cardinal italien de la Curie, archevêque titulaire d'Idassa († 24 mars 1967)
- 17 décembre : Auguste Arribat, prêtre, éducateur, enseignant et vénérable français, Juste parmi les nations († 19 mars 1963)
- 19 décembre : Jean Delay, prélat français, premier archevêque de Marseille, archevêque titulaire de Pompéiopolis-en-Paphlagonie (de), précédemment évêque auxiliaire de Lyon et évêque titulaire de Leptis Magna (de) († 6 décembre 1966)
- 24 décembre : Clemente Micara, cardinal italien de la Curie, précédemment diplomate du Saint-Siège et archevêque titulaire d'Apamée-en-Syrie (de) († 11 mars 1965)
- 28 décembre : Manuel Arteaga y Betancourt, cardinal cubain, archevêque de La Havane († 20 mars 1963)

## Décès
- 14 janvier : Claude-Marie Magnin, prélat français, évêque d'Annecy (° 14 novembre 1802)
- 29 janvier : Antonio Benedetto Antonucci, cardinal italien, archevêque-évêque d'Ancône (° 17 décembre 1798)
- 25 février : Jean-Baptiste Glaire, prêtre et orientaliste français (° 1er avril 1798)
- 27 février : Filippo Maria Guidi, cardinal italien de la Curie (° 18 juillet 1815)
- 8 avril : 
  - Aloys Lütolf, prêtre et historien suisse (° 23 juillet 1824)
  - Casimir Wicart, prélat français, évêque de Laval (° 4 mars 1799)
- 16 avril : Sainte Bernadette Soubirous, religieuse, témoin des apparitions mariales de Lourdes (° 7 janvier 1844)
- 26 avril : Carlo Luigi Morichini, cardinal italien de la Curie, précédemment archevêque titulaire de Nisibis (de) (° 21 novembre 1805)
- 2 mai : Pierre Berteaud, prélat français, évêque de Tulle (° 30 novembre 1798)
- 9 mai : Bienheureuse Caroline Gerhardinger, religieuse allemande, fondatrice des Pauvres sœurs des écoles de Notre-Dame (° 20 juin 1797)
- 27 mai : Jean-Philippe-Auguste Lalanne, prêtre et éducateur français (° 7 octobre 1795)
- 9 juin : Louis-Désiré Bataille, prélat français, évêque d'Amiens (° 23 août 1820)
- 17 juin : Domenico Carafa della Spina di Traetto, cardinal italien, archevêque de Bénévent (° 12 juillet 1805)
- 11 août : Bienheureux Louis Biraghi, prêtre italien, fondateur des Sœurs de Sainte Marcelline (° 2 novembre 1801)
- 24 août : Théodore de Montpellier, prélat belge, évêque de Liège (° 24 mai 1807)
- 28 août : Sainte Jeanne Jugan, religieuse française, fondatrice des Petites Sœurs des pauvres (° 25 octobre 1792)
- 17 septembre : Charles-Amable de La Tour d'Auvergne-Lauraguais, prélat français, archevêque de Bourges (° 6 décembre 1826)
- 3 octobre : Bienheureux Antoine Chevrier, prêtre français, fondateur de l'Institut du Prado (° 16 avril 1826)
- 19 novembre : Jean-Joseph Gaume, prêtre, théologien et essayiste français (° 5 mars 1802)
- 2 décembre : Jean-François Paulouin, prêtre et historien français (° 22 janvier 1810)
- 24 décembre : Louis-Charles Féron, prélat français, évêque de Clermont (° 30 novembre 1793)